# Rubén Odio Herrera
Rubén Odio Herrera (ur. 22 października 1901 w San José, zm. 21 sierpnia 1959 tamże) – kostarykański duchowny katolicki, arcybiskup metropolita San José de Costa Rica 1952-1959.

## Życiorys
Święcenia kapłańskie otrzymał 29 czerwca 1924.
31 października 1952 papież Pius XII mianował go arcybiskupem metropolitą San José de Costa Rica. 12 grudnia 1952 z rąk arcybiskupa Paula Berniera przyjął sakrę biskupią. Funkcję sprawował aż do swojej śmierci.